# بحيرة سايس جيرفي
بحيرة سايس جيرفي هي بحيرة متوسطة الحجم تقع في منطقة تجمعات المياه الرئيسي فووكسي. حيث تقع في منطقة سافو الجنوبية في بلدية جيوفا على شاطئ خليج كوكي نوتي، هناك لوحة صخرية تعود إلى عصور ما قبل التاريخ ولكنها ليست مؤرخة.

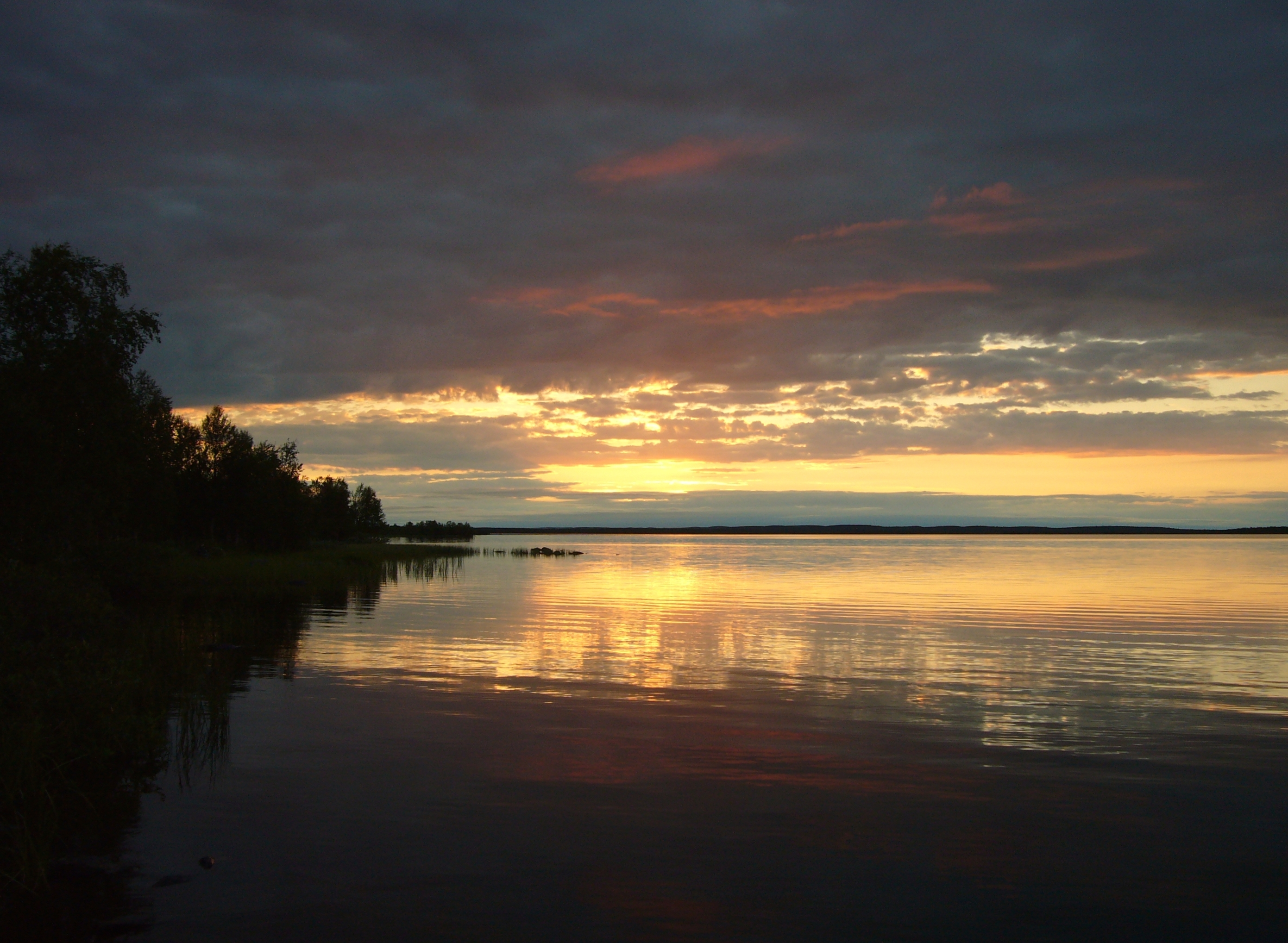
بحيرة سايس جيرفي